# Jack B. Olson

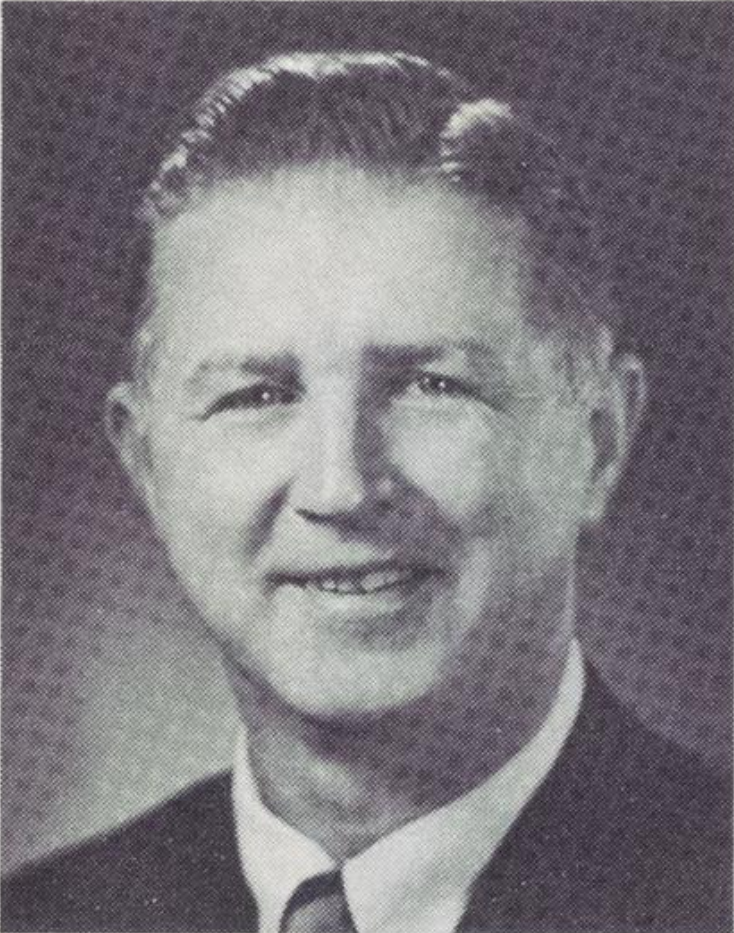
Jack B. Olson

Jack Benjamin Olson (* 29. August 1920 in Kilbourn, Wisconsin; † 3. Juli 2003 ebenda) war ein US-amerikanischer Politiker und Diplomat. Zwischen 1963 und 1965 sowie von 1967 bis 1971 war er Vizegouverneur des Bundesstaates Wisconsin.

## Werdegang
Jack Olson wurde in Kilbourn geboren. Der Ort heißt heute Wisconsin Dells. Nach der High School studierte er an der Western Michigan University in Kalamazoo. Während des Zweiten Weltkrieges diente er in der United States Navy. Dabei war er im Nordatlantik eingesetzt. Nach seiner Heimkehr nach Wisconsin Dells wurde er Eigentümer und Präsident der Firma Dells Boat Tours and Amphibious Duck Rides. Diese war in der Tourismusbranche tätig. Er setzte sich auch ganz allgemein für die Förderung der Tourismusindustrie ein. Außerdem war er Mitglied der amerikanischen Veteranenorganisation American Legion.
Politisch schloss sich Olson der  Republikanischen Partei an. Zwischen 1957 und 1960 war er deren Bezirksvorsitzender im Columbia County. In den Jahren 1960, 1964 und 1972 nahm er als Delegierter an den jeweiligen Republican National Conventions teil. 1960 leitete er den dann erfolglosen Präsidentschaftswahlkampf von Richard Nixon für Wisconsin. Im Jahr 1962 wurde Olson an der Seite von John W. Reynolds zum Vizegouverneur von Wisconsin gewählt. Dieses Amt bekleidete er zwischen 1963 und 1965. Dabei war er Stellvertreter des Gouverneurs und Vorsitzender des Staatssenats. Zwischen 1967 und 1971 übte er dieses Amt unter dem neuen Gouverneur Warren P. Knowles erneut aus. 1970 kandidierte er erfolglos für das Amt des Gouverneurs. Zwischen dem 22. Dezember 1976 und dem 30. April 1977 war Olson als Nachfolger von Seymour Weiss US-Botschafter auf den Bahamas. Er starb am 3. Juli 2003.